# گورستان روستای جورده
گورستانروستای جورده مربوط به دوران‌های تاریخی پس از اسلام است و در شهرستان رودسر، بخش رحیم آباد، روستای جورده واقع شده و این اثر در تاریخ ۲ بهمن ۱۳۸۲ با شمارهٔ ثبت ۱۰۷۱۲ به‌عنوان یکی از آثار ملی ایران به ثبت رسیده‌است.